# Sympaectria acutipennis
Sympaectria acutipennis är en tvåvingeart som först beskrevs av Friedrich Georg Hendel 1909.  Sympaectria acutipennis ingår i släktet Sympaectria och familjen fläckflugor. Inga underarter finns listade i Catalogue of Life.